# Óxido de cromo(III)
Óxido de cromo(III) é o composto inorgânico de fórmula Cr2O3. É um dos principais óxidos de cromo, é um precursor largamente utilizado para outros compostos de cromo.

## Propriedades
O Óxido de Cromo - Cr2O3 - é usado na fabricação de materiais inoxidáveis como o Aço Inox. Os materiais revestidos de Óxido de Cromo são largamente utilizados em indústrias de dessalinização da água do mar e em estruturas de metal expostas à água salgada, seja esta do mar ou produto de sal utilizado para derreter gelo acumulado nas ruas de países de clima gélido. Esse uso acontece porque os íons do sal - NaCl - dissolvidos em água se dissociam, permitindo a condução de corrente elétrica pelo líquido. Assim, os átomos de Oxigênio existentes no ar entram na água e fazem contato com as partes metálicas da estrutura e, pelo elemento se estabilizar com 8 elétrons em sua camada de valência, e ter apenas 6 em seu estado natural, ele "rouba" elétrons do metal. Processo conhecido como oxidação. Assim, tais materiais são revestidos com uma fina película de Óxido de Cromo a fim de conferir uma maior resistência à corrosão.

## Como pigmento
É comumente chamado verde cromo ou verde institucional quando usado como um pigmento; entretanto foi referenciado como viridiana quando foi primeiramente descoberto.